# Belichtingsmeter

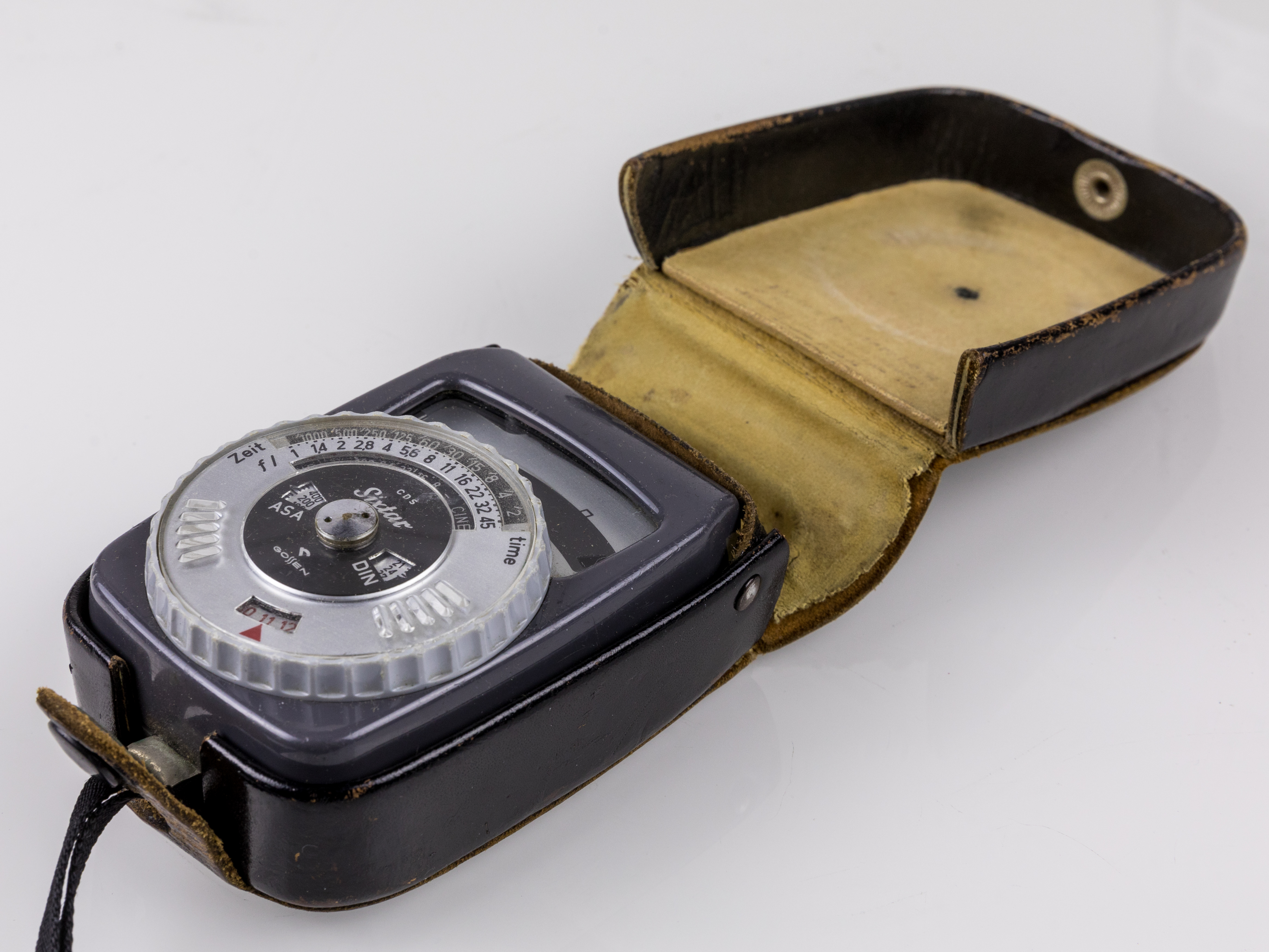
Gossen-lichtmeter

Een belichtingsmeter is in het algemeen een lichtmeter. In de fotografie en de cinematografie wordt hij meestal belichtingsmeter genoemd en hij wordt gebruikt om tot een goede belichting te komen. Moderne camera's hebben een belichtingsmeter ingebouwd, maar een belichtingsmeter is ook als apart meetinstrument verkrijgbaar.
In de fotografie wordt voor de belichting uitgegaan van het 'gemiddelde onderwerp', omdat die niet in werkelijkheid bestaat is de een theoretisch gemiddeld onderwerp bedacht: 18% grijswaarde. Het is een misverstand dat alle belichtingsmeters op deze waarde gekalibreerd zijn.

## Reflectiemeting en opvallend-lichtmeting
Met een in de camera ingebouwde meter voert de fotograaf een reflectiemeting uit. Met een losse lichtmeter zijn er vrijwel altijd twee mogelijkheden om het licht te meten: gereflecteerd licht maar ook opvallend licht.
- Bij een reflectiemeting wordt, vanaf de camerapositie, een meting gedaan in de richting van de te fotograferen situatie. Het instrument (losse meter of ingebouwde meter in de camera) meet nu het gereflecteerde licht van het onderwerp. Dikwijls kan de fotograaf in dit geval met de belichtingsmeter een spotmeting uitvoeren: de fotograaf richt door een zoeker en meet onder een heel kleine invalshoek (enkele graden) het oppervlak. De fotograaf kan nu heel nauwkeurig meten op bijvoorbeeld verschillende plaatsen van de situatie. In het zone-systeem maken fotografen graag gebruik van deze manier van spot-reflectiemeting.
- Bij het meten van opvallend licht, houdt de fotograaf de lichtmeter op de plaats van het te fotograferen of filmen object en wijst de meetsensor naar de lens van de camera. Het instrument meet nu al het licht dat op het onderwerp valt. De lichtmeter hiernaast is voorzien van een (verwijderbaar) halfrond bolletje op de meetsensor: dat is de configuratie voor het meten van opvallend licht. In de cinematografie wordt vrijwel altijd gebruikgemaakt van opvallend-lichtmeting.

## Reflectiemeting en 18% grijs
Een reflectiemeting kan in eenzelfde verlichtingssituatie tot een flink ander resultaat leiden.
In de volgende voorbeelden is het omgevingslicht voor alle situaties hetzelfde. Een fotograaf plaatst naast elkaar drie vlakken: Een wit, een middengrijs (of 18% grijs) en een zwart. Nu voert de fotograaf drie reflectiemetingen uit:
- Meting 1: Op het middengijs vlak. De belichtingsmeter, geijkt op 18% grijs, meet licht en geeft een belichting (zeg iso 100 & 1/125 en F16).
- Meting 2: Op het witte vlak. De belichtingsmeter, geijkt op 18% grijs, meet heel veel gereflecteerd licht en zal nu de sluitertijd verhogen of het diafragma verder te sluiten (bijvoorbeeld iso100 & 1/250 en F16). Opmerking: de meter interpreteert technisch correct dat er veel licht op de meter valt, maar vanuit de omgeving bekeken is er niets veranderd met de vorige situatie: feitelijk weerkaatst het onderwerp slechts veel van het omgevingslicht. Het resultaat van een foto met de gemeten belichting is nu een onderbelicht beeld van een wit vlak.
- Meting 3: Op het zwarte vlak. De meter zal de belichting vergroten door de sluitertijd te verlagen of het diafragma verder te openen (bijvoorbeeld iso100 & 1/60 en F16). Opmerking: de belichtingsmeter meet weinig gereflecteerd licht, maar wederom is er ten opzichte van de eerste meting niets aan het omgevingslicht veranderd. Het onderwerp reflecteert slechts weinig. Het resultaat is nu een overbelichte foto van een zwart vlak.

Opmerking 1: Bij meting met een camera meet de fotograaf ieder vlak steeds beeldvullend.

Opmerking 2: Indien alle gemaakt foto's ongecorrigeerd worden geprint, krijgt de fotograaf driemaal eenzelfde grijze foto. Immers alle foto's zijn belicht naar 18% grijs.

### Aanpassing van de belichting
In het bovenstaande voorbeeld kan de fotograaf of de lichtmeting of de belichting van de foto aanpassen.
- Een alternatief is meten via de opvallend licht-meetmethode. In een opvallend licht meting, meet de fotograaf het aanwezige licht (dat constant en bovendien onafhankelijk is van het onderwerp) in plaats van het gereflecteerde licht dat verschillend is voor de drie vlakken. In het bovenstaande geval was dan waarschijnlijk een belichting van iso 100 & 1/125 en F16 gevonden. Had de fotograaf alle drie de foto's met deze waarde belicht, dan was de grijze foto grijs geprint, de witte wit en de zwarte als zwart.
- In sommige gevallen kan de fotograaf de belichting aanpassen met belichtingscompensatie.
- Met een 18%-grijskaart. Deze wordt op de plaats van het onderwerp neergezet en vervolgens wordt de camera (en de ingebouwde belichtingsmeter) hierop (beeldvullend) gericht. De gemeten belichting is nu correct en bovendien onafhankelijk van het onderwerp.
- Bij gebrek aan een 18%-kaart kan in geval van nood ook de palm van de hand worden gebruikt. Deze blijkt heel vaak overeen te stemmen met 18% grijs.
- Interpreteren van de situatie volgens het Zone-systeem.

## Spotmeters

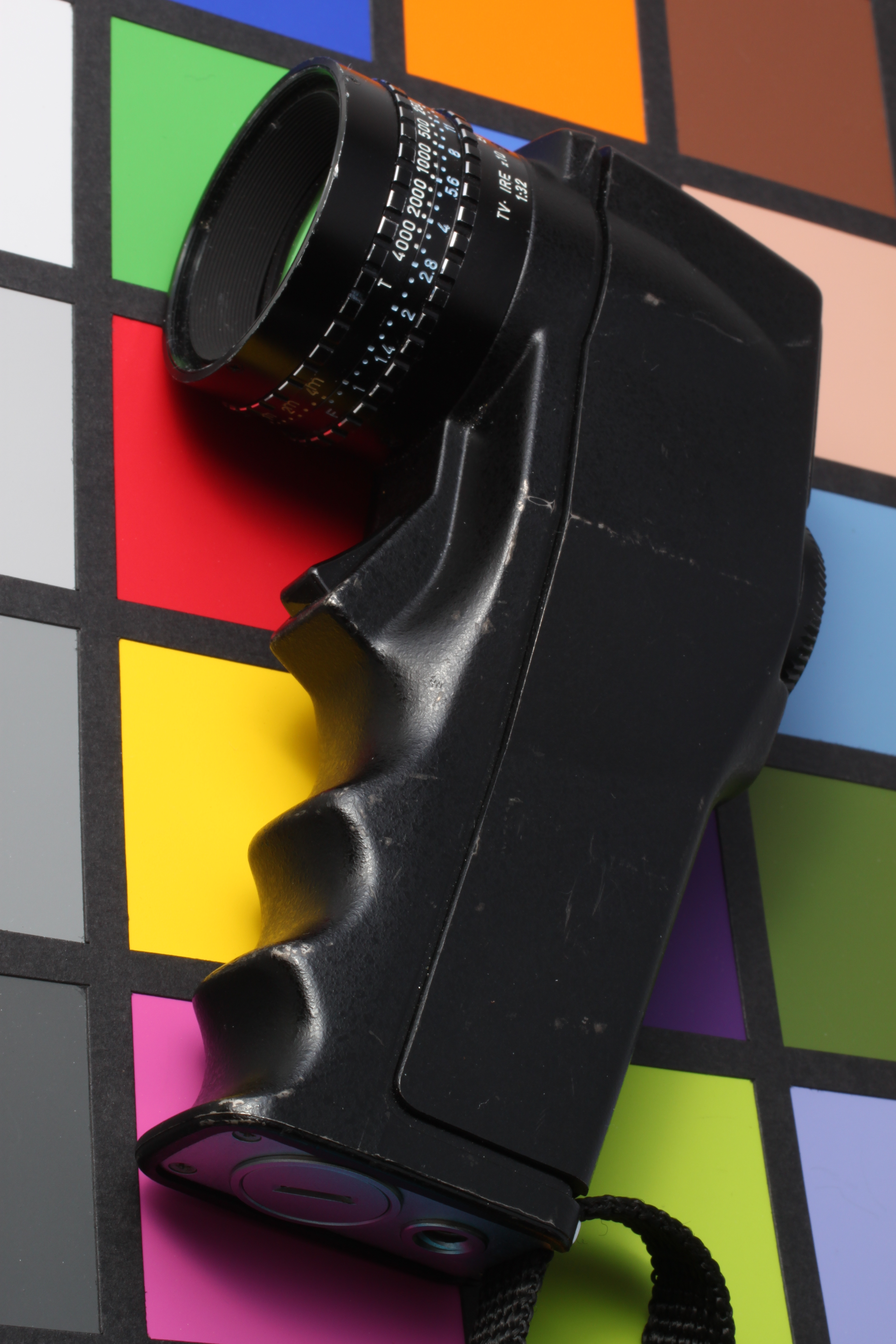
Spotmeter

Een lichtmeter meet, in het geval van reflectiemeting, licht met een horizontale hoek van ca. 40 graden. Een spotmeter is een lichtmeter die gereflecteerd licht meet onder een hoek van maximaal 2 graden. Dit is een waardevol hulpmiddel voor een detailmeting.

## 'Domme' versus 'intelligente' lichtmeting
De losse lichtmeter zoals hierboven omschreven (ook wel handlichtmeter genoemd) is een voorbeeld van een 'domme' lichtmeter, in die zin dat de lichtmeter het licht meet, maar er verder niets mee doet (er wordt geen kwalitatieve interpretatie aan gehangen). Het is in dat geval de verantwoordelijkheid van de fotograaf om het gemeten resultaat te interpreteren.

## Fabrikanten
Drie belangrijke fabrikanten die voor de fotografische vakwereld (losse) belichtingsmeters fabriceren zijn Minolta, Sekonic en GOSSEN. Wanneer met een lichtmeter een reflectiemeting wordt gedaan, zullen Minolta- en Pentax-meters het equivalent van 17,5% als middengrijs zien, en Sekonic-meters 15%. Het verschil is te verwaarlozen: ongeveer 1/6 stop.